# Lara (Byron)
Lara (Lara, A Tale) è una delle novelle in versi scritte da Lord Byron e pubblicate nel 1814. Il poemetto, scritto in due canti, è uno dei cosiddetti "racconti turchi".

## Genesi
Lara è stata la prima opera a cui Byron si dedicò dopo aver abbandonato l'idea di rinunciare alla scrittura. Il racconto fu pubblicato anonimanente nel 1814 insieme al Jacqueline di Samuel Rogers (anch'esso anonimo) e viene considerato dalla critica una sorta di seguito de Il corsaro. Nonostante l'anonimato dell'autore, il racconto ottenne un enorme successo e fu ristampato tre volte in rapida successione, vendendo quasi settemila copie. Il nome di Byron fu stampato soltanto nella quarta edizione, in cui il poemetto fu pubblicato singolarmente senza il racconto di Rogers.

## Trama

### Canto I
Il conte Lara torna a casa insieme al paggio Kaled dopo aver viaggiato in oriente per diversi anni. Lara, rimasto orfano durante l'infanzia, ha vissuto una giovinezza dissoluta in patria, ma i suoi viaggi lo hanno cambiato ed è tornato in patria silenzioso e riservato. In una notte di luna piena i suoi servi vengono svegliata improvvisamente da urla spaventose e trovano il loro padrone riverso sul pavimento nella sala principale della tenuta; si convincono quindi che l'aristocratico abbia visto uno spettro o qualche visione infernale.
Lara si reca a un ricevimento del conte Otho, dove viene riconosciuto da Sir Ezzelin, un parente del padrone di casa. Ezzelin lo accusa di aver commesso delle nefandezze durante i suoi viaggi e lo sfida a duello. Otho disponde che i due si presentino davanti a un giudice per un'inchiestra e Lara accetta e lascia il ricevimento insieme a Kaled.

### Canto II
Lara va all'udienza, ma Ezzelin non si presenta e Otho decide di duellare al posto del cugino. Dopo aver sconfitto Otho, Lara gli risparmia la vita su richiesta dei nobili presenti. La sparizione misteriosa di Ezzelin fa calare pesanti sospetti su Lara, che però può contare sulle simpatie del popolo: Otho scatena i nobili contro di lui, ma i popolani insorgono in sua difesa.
Dopo qualche vittoria iniziale, i ribelli guidati da Lara vengono sconfitti dagli aristocratici e il conte decide di salvare gli uomini rimasti portandoli via. I rivoltosi però vengono attaccati dagli uomini di Otho vicino al confine e Lara viane ferito mortalmente da una freccia. Lara muora tra le braccia di Kaled, che si scopre essere una donna; rifiutandosi di lasciare l'amato, Kaled trascorre il resto della vita nei pressi del luogo in cui Lara è morto.
Un post scriptum afferma che un boscaiolo del posto ha visto un cavaliere mascherato gettare il corpo di Sir Ezzelin nel lago durante la notte della sua scomparsa.